# Michel Rolle

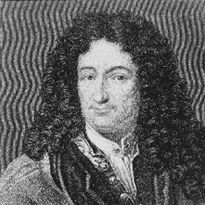
Michel Rolle

Michel Rolle (Ambert, 21 april 1652 - Parijs, 8 november 1719) was een Franse wiskundige die bekend is vanwege de door hem geformuleerde en naar hem genoemde stelling van Rolle uit 1691. Verder heeft hij de notatie {\displaystyle {\sqrt[{n}]{x}}} bedacht voor de n-de machtswortel.

## Biografie
Rolle is geboren in Ambert in Basse-Auvergne. Hij verhuisde in 1675 naar Parijs en werd in 1685 toegelaten tot de Académie Royale des Sciences. In 1699 werd hij daar Pensionnaire Géometre. Dat wil zeggen dat hij toen een betaalde functie kreeg bij deze Academie, dankzij minister Jean-Baptiste Colbert, na het oplossen van een van de problemen van Jacques Ozanam. In 1719 stierf Rolle in Parijs.